# جيوفري ما
جيوفري ما (بالصينية: 馬道立) هو قاضي صيني، ولد في 11 يناير 1956 في هونغ كونغ في الصين.